# 利戈尼尔 (宾夕法尼亚州)
利戈尼尔是美国宾夕法尼亚州西南部威斯特摩兰县境内的一座城镇。该城镇位于美国30号国道边，坐落于阿巴拉契亚山脉西侧的利戈尼尔谷地。该城镇有一座英国殖民者建立的堡垒利戈尼尔堡的复制品。2020年美国人口普查数据显示城镇有1513人居住。